# Kozhikode
Kozhikode (malayalam കോഴിക്കോട്), més coneguda pel seu nom anterior de Calicut, és una ciutat i municipi de l'Índia, a l'estat de Kerala. És la tercera ciutat de l'estat i capital del districte de Kozhikode (i abans del districte de Malabar). Té una població de 436.556 (2001) i amb l'àrea metropolitana està al tomb del 900.000. El seu nom derivaria de koyil (palau) i kotta (fort). Calicut fou la versió europea del nom malayam Kozhikode. Els àrabs l'anomenaven Kalikat i els xinesos Kalifo.

## Història
Els ports de Malabar participaven en el comerç de l'oceà Índic al llarg dels segles. Ja viatgers xinesos com Zheng He. van visitar la ciutat-

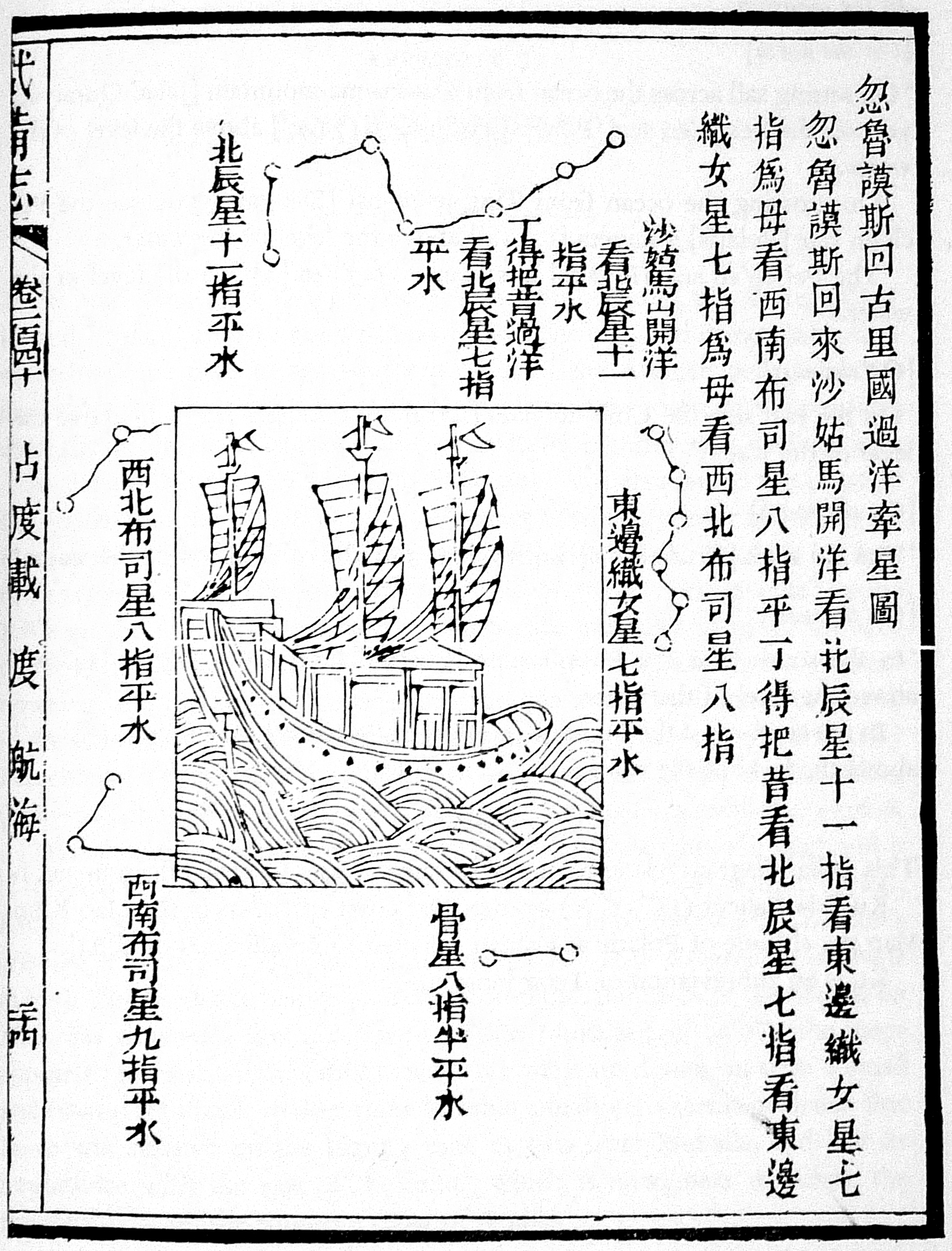
Carta de navegació de Zheng He d'Ormuz a Calicut, 1430

En el període Sangam, la regió de Calicut formà part del Regne Txera. Al segle ix va esdevenir part del segon imperi Chera coneguts també com a Perumals, que van governar fins al 1112. El Regne Txera a Kerala es va dividir llavors en diversos petits districtes independents un de l'altra coneguts com a Nadus, entre els quals Eranad (terra dels eradis) o Polanad (Terra dels Poladis); la terra on va estar després la ciutat de Calicut va quedar dins Polanad, governada per la dinastia Porlarthri.
Al segle xiii el udaiyavar d'Ernad, que tenia capital a Nediyiruppu, volia una sortida a mar. Després de 48 anys de guerra contra Polanad va conquerir finalment la regió a l'entorn de Ponniankara (Panniyankara) i va construir un fort i una ciutat anomenats Velapuram. Això fou l'inici de Calicut. El rang del udaiyavar va augmentar i va esdevenir Swami Nambiyathiri Thirumulpad, títol que com que er massa llarg es va escurçar a Samoothirippadu o Saamoothiri o Samuri a mesura que van passar els anys. Els europeus en van traduir el títol com zamorín. El primer europeu que hi va arribar fou el portuguès Covilham el 1486.
El 1498 el portuguès Vasco da Gama va desembarcar a Kappad a uns 25 km al nord de Calicut. Els portuguesos van passar al controlar el comerç de l'oceà Índic especialment després de la seva victòria naval sobre els egipcis el 1507. Van establir factoria a Kannur i més al sud a Kochi. Però el zamorín es resistia a autoritzar un establiment permanent al seu domini. La primera factoria portuguesa fou destruïda pels mopiles (mappilla). Llavors Calicut fou bombardejat. Finalment, per la força, el zamorín va haver d'acceptar (1509) la creació de la factoria de Chaliyar. El 1510 Calicut fou atacada per Albuquerque a instigació del raja de Cochin, però fou rebutjat. El 1511 el zamorín va permetre als portuguesos construir un fort a la riba nord del Kallayi, que finalment fou abandonat el 1525.
El 1604 el zamorín es va aliar amb Steven van der Hagen, representant de la Companyia Holandesa de les Índies Orientals i a la meitat del segle xvii els holandesos ja tenien el control del comerç d'espècies a la costa de Malabar sense però establir mai cap factoria a Calicut. El 1615 l'anglès Keeling va arribar a Calicut amb tres vaixells i va signar un tractat amb el zamorín però no es va fundar cap factoria fins al 1664 quan es va signar un tractat amb la Companyia Anglesa de les Índies Orientals (la factoria no va poder ser fortificada fins al 1759). Un establiment francès es va fundar a Calicut el 1698. Durant el període napoleònic fou conquerit pels britànics però restaurat a França el 1819. Una factoria danesa es va establir el 1752 però va quedar destruïda en part el 1784 i l'any següent unida a la factoria anglesa.

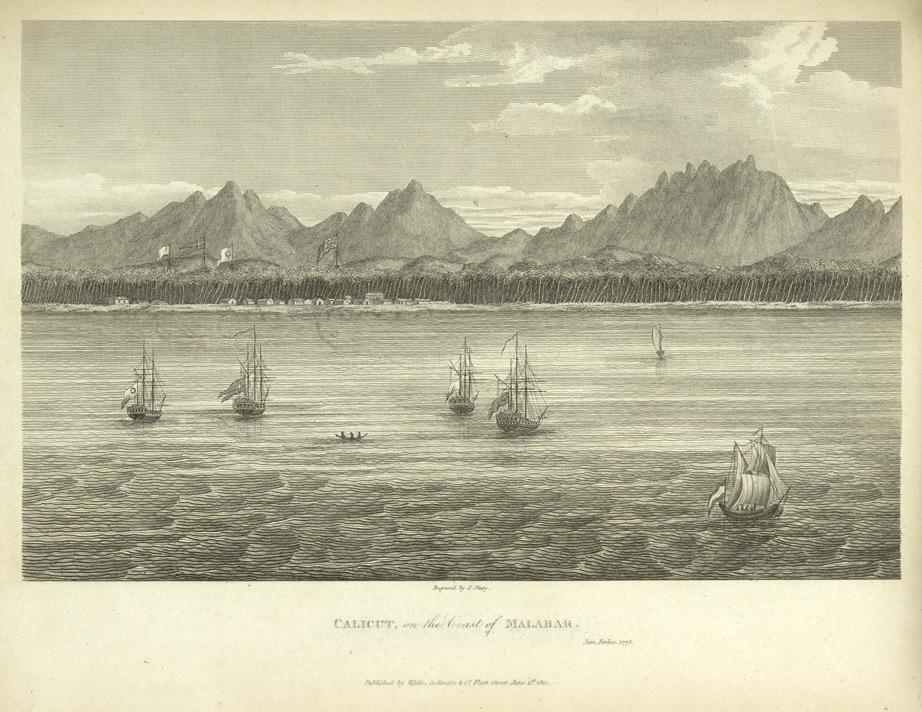
Costa de Calicut (James Forbes, 1813)

El 1766 Haider Ali de Mysore va conquerir Calicut i gran part de la costa nord de Malabar. Això el va enfrontar als britànics establerts a Madras, el que va portar a quatre guerres entre anglesos y Mysore. Calicut fou saquejada el 1773 i 1788 per les forces de Mysore i en la segona vegada) Tipu Sultan, fill i successor d'Haidar Ali va intentar establir una capital alternativa a Ferokh a la riba sud del Beypore, però no va reeixir. El 1790 fou ocupada pels britànics. Al final de la tercera guerra (1792) Tipu Sultan, pel tractat de Seringapatam, va haver de cedir diversos territoris, entre els quals Calicut i la regió veïna. Aquestes adquisicions es van organitzar en el districte de Malabar dependent de la presidència de Madràs, amb Calicut com a capital.
Amb la independència de l'Índia (1947) la presidència de Madras va esdevenir província de Madràs i el 1950 Estat de Madràs. L'1 de novembre de 1956 el districte fou unit a l'estat de Travancore-Cochin per formar l'estat de Kerala. El districte de Malabar va quedar dividit en tres districtes l'1 de gener de 1957: Kannur, Kozhikode i Palakkad

## Llocs interessants
- Platja de Calicut
- Plaça Mananchira
- Platja de Kappad, lloc on va desembarcar Vasco de Gama el 27 de maig de 1498
- Beypore, port 10 km al sud, fabricació de vaixells tradicionals
- Galeria d'Art i Museu Krishna Menon
- Acadèmia d'Art Lalitha Kala
- Planetarium
- Temple Lokanarkavu Temple
- Thusharagiri, cascada a 55 km
- Kozhippara, cascada a la part oriental del districte
- Peruvannamuzhi, resclosa, reserva d'ocells i de crocodils[2]
- Kakkayam, resclosa, central hidroelectrica, lloc per fer trekking.

## Nota
1. ↑  Ma Huan: Ying Yai Sheng Lan, The Overall Survey of the Ocean's Shores, translated by J.V.G. Mills, 1970 Hakluyt Society, reprint 1997 White Lotus Press. ISBN 974-8496-78-3
2. ↑  «Peruvannamuzhi».